# Шанчи
Сільське поселення (сумон) Шанчи (рос.: Шанчы) входить до складу Чаа-Хольського кожууна Республіки Тива Російської Федерації. Адміністративний центр село Шанчи. Відстань до с. Чаа-Холь 28 км, до Кизила — 171 км, до Москви — 3781 км.

## Населення
Населення сумона станом на 1 січня року
| Рік    | 2011 | 2012 | 2013 | 2014 | 2015 |
| ------ | ---- | ---- | ---- | ---- | ---- |
| Насел. | 303  | 316  | 322  | 313  | 320  |